# Palsanjärvi
Palsanjärvi är en sjö i Finland. Den ligger i Nystads stad i landskapet Egentliga Finland, i den sydvästra delen av landet, 190 km väster om huvudstaden Helsingfors. Palsanjärvi ligger 9 meter över havet. Arean är 9,8 hektar och strandlinjen är 1,38 kilometer lång. Sjön  ingår i Skärgårdshavets kustområde, Åland.   I omgivningarna runt Palsanjärvi växer i huvudsak barrskog.